# Fordismus
Als Fordismus bezeichnet man eine nach dem Ersten Weltkrieg in den USA entwickelte und nach der Weltwirtschaftskrise etablierte Form industrieller Warenproduktion. Geprägt wurde der Begriff unter anderem durch den marxistischen Intellektuellen Antonio Gramsci. Sie ist benannt nach dem Industriellen Henry Ford, dessen Organisation von Arbeit und Kapital als typisch für die gesamte Epoche angesehen wird. Mit der Theorie des Fordismus soll ausgehend von marxistischen Grundsätzen erklärt werden, wie es zur Entwicklung des Wohlfahrtsstaats anstelle des eigentlich zu erwartenden krisenhaften Zusammenbruchs des Kapitalismus kam.

## Charakterisierung
Der Fordismus basiert auf stark standardisierter Massenproduktion und -konsumtion von Konsumgütern mit Hilfe hoch spezialisierter, monofunktionaler Maschinen, Fließbandfertigung, dem Taylorismus sowie dem angestrebten Ziel der Sozialpartnerschaft zwischen Arbeitern und Unternehmern. Relativ hohe Arbeitnehmerlöhne, welche die Nachfrage ankurbeln, sind ebenfalls charakteristisch. Im Jahr 1914 verdoppelte Henry Ford etwa den Tageslohn seiner Arbeiter auf fünf Dollar. Somit zahlte er seinen Arbeitern in drei Monaten so viel, wie eines seiner T-Modell-Autos kostete. Diese und andere Maßnahmen – verbunden allerdings mit einer strengen Arbeitsdisziplin und Überwachung (Alkoholabstinenz) – sollten das Einverständnis der Arbeiter mit den neuen Produktionsmethoden erhöhen. Beabsichtigt war die Förderung einer instrumentellen Arbeitshaltung. Die 1970er Jahre, in denen die Lohnquote als Anteil des BIP in den meisten Industrieländern wieder zu sinken begann, werden folglich als eine Phase des Umbruchs angesehen, die das Ende des Fordismus und den Beginn des Postfordismus kennzeichnet.
Der Fordismus beruht auf den Entwicklungen des New Deals bzw. allgemeiner des Korporatismus, der „Konzertierten Aktion“ und der Sozialpartnerschaft, das heißt auf sozialen Sicherungssystemen, lebenslanger Anstellung bei einem Arbeitgeber und einer weitgehenden Vollbeschäftigung. Die Entwicklungen des Sozialstaats werden als Abkommen zwischen Arbeitern und Kapital verstanden: die Arbeiter werden am Wohlstand beteiligt, Frauen leisten die notwendige Reproduktionsarbeit, durch beides steigt der Absatz und die kapitalistische Akkumulation kann sich fortsetzen.
Auf die Arbeiterbewegung in ihren verschiedenen Formen von sozialistischen, sozialdemokratischen oder kommunistischen Parteien und Gewerkschaften hatte diese Entwicklung jedoch einen ambivalenten Effekt: einerseits wurden viele ihrer Forderungen erfüllt, was in einigen Ländern zu einer regelrechten Hegemonie linker Parteien führte – andererseits unterminierte gerade der Fordismus die proletarischen Milieus als soziale Basis der Arbeiterbewegung. Die ökonomische Krise des Fordismus seit den 1960er Jahren wurde somit auch zu einer politischen Krise der traditionellen Linken.
Diese Krise des Fordismus war gekennzeichnet durch die Verschärfung sozialer Konflikte, insbesondere die Gewerkschaftsbewegung wehrte sich gegen den Abbau sozialstaatlicher Errungenschaften. Gleichzeitig regte sich in den neuen Sozialen Bewegungen Kritik am bürokratischen Wohlfahrtsstaat – ökologische Grenzen des Fordismus wurden betont, neue Werte wie das Streben nach Selbstverwirklichung und Individualität wurden artikuliert.
Auch ökonomisch konnte die standardisierte Produktpalette eine zunehmend individualisierte Nachfrage nicht zufriedenstellen. Diese konnte auf Basis der CNC-Technik und flexibler Automationsstrategien seit den 1980er Jahren auch mit kleineren Produktionseinheiten außerhalb der Massenproduktion befriedigt werden. Nicht zuletzt auf Grund der Ölkrise 1973 ging die Güternachfrage in weiten Teilen der Industrie zurück. Die starre fordistische Massenproduktion nahm diese Entwicklung zu spät wahr, was zu Überproduktion und letztlich sinkenden Gewinnen führte. In vielen Ländern wollte der Staat durch deficit spending dieser Entwicklung entgegenwirken. Die Folge war eine steigende Verschuldung vieler Staaten (vor allem in Westeuropa und den USA) in den 1970er Jahren.
Dem Fordismus folgten Entwicklungen, die man als Postfordismus oder Toyotismus bezeichnet, mit Bezug auf die Informationsgesellschaft wird auch von Fujitsuismus, Sonyismus oder Wintelismus (zusammengesetzt aus Windows und Intel) gesprochen. Die Krise des Fordismus führte allerdings nicht zur kompletten Aufgabe aller seiner Elemente.

## Fordismuskritik als Gesellschaftskritik
Die dystopische Zukunftsvision im Roman Schöne neue Welt von Aldous Huxley baut auf dem Fordismus auf, in Abwandlungen wurde auch versucht, das Konzept des Fordismus für eine Kritik des Staatssozialismus fruchtbar zu machen: Hier seien wesentliche Formen kapitalistischer Warenproduktion wie etwa Lohnarbeit und Fabrikdisziplin nie überwunden worden.